# Nadschakow-Gletscher
Der Nadschakow-Gletscher (bulgarisch Наджаков ледник Nadschakow lednik) ist ein 5,5 km langer und 2 km breiter Gletscher auf der Arctowski-Halbinsel an der Danco-Küste des Grahamlands im Norden der Antarktischen Halbinsel. Er fließt in nordnordöstlicher Richtung in das Kopfende der Beaupré Cove, die er östlich des Stolze Peak erreicht.
Die bulgarische Kommission für Antarktische Geographische Namen benannte ihn 2010 nach dem bulgarischen Physiker Georgi Nadschakow (1897–1981).